# Хунсур
Хунсур — город в округе Майсур штата Карнатака в Индии. Центр талука Хунсур.

## География
Город расположен на 12°19′ с. ш. 76°17′ в. д. со средней высотой над уровнем моря 792 метра. По центру города протекает небольшая река Лакшмана Тиртха, через которую в городе перекинуто два моста. Город — административный центр Хунсур-талука (уезда), входящего в округ Майсур.

## Демография
По переписи населения 2001 года население Хунсура составляло 43 893, из них 51% мужчин и 49% женщин. Уровень грамотности в городе 69%, заметно выше среднеиндийского уровня в 59,5%: грамотность мужчин 74%, грамотность женщин 63%. 12% населения — дети до 6 лет. Существует ряд образовательных заведений, включая Правительственный Колледж Начального Уровня, открытый благодаря усилиям министра Карнатаки Шри Девараджи Урса.

## Описание
Небольшой город в сельской местности, в истории Хунсур известен под названием Гаади Палья, буквально «остановка для отдыха быков, везущих телеги» — возможно, именно роль транзитной станции при транспортировке товаров с западного побережья в столичный Майсур (ближайший крупный город в 45 км на восток от Хунсура) была основной для этого города.
Хунсур известен в штате Карнатака как родина известного министра штата Карнатака, Шри Девараджи Урса.
Хунсур имеет туристическое значение как транзитный пункт: в его трёх небольших отелях останавливаются туристы и паломники, посещающие заповедник Нагархоле и живописную местность (ранее отдельный штат) Кург или Кодагу (на юге штата Карнатака с центром в Мадикери, известен как «индийская Шотландия»), поселения тибетских беженцев вблизи города, где расположены реконструированные на новом месте тибетские монастыри Гьюме.
Город экономически значим деревообработкой, в частности он поставляет известную на мировом рынке своим качеством и долговечностью тиковую доску. Здесь расположена фабрика Hunsur Plywoods. Также здесь выращивается табак и проводятся табачные аукционы. Также в городе — обработка кофе-бобов.